# Anglo-Amerika

Kaart van Anglo-Amerika, met Quebec in blauw, de rest van Canada en de Verenigde Staten in donkergroen en de rest van Engelstalig Amerika in lichtgroen

Anglo-Amerika wordt gevormd door de gebieden op het Amerikaanse continent waar Engels de belangrijkste taal is of met belangrijke etnische, taalkundige of culturele invloed vanuit het Verenigd Koninkrijk. De regio is de tegenhanger van Latijns-Amerika, een regio waar de Romaanse talen overheersen.

## Definitie
De kern van Anglo-Amerika wordt gevormd door de Verenigde Staten en Canada en de Amerikaanse Caraïbische gebiedsdelen (Amerikaanse Maagdeneilanden, Puerto Rico). De grotendeels Franstalige Canadese provincie Quebec wordt om historische, geografische, economische en culturele redenen, of simpelweg omdat het gebied tot Canada behoort, doorgaans ook tot Anglo-Amerika gerekend.
Andere delen van Engelstalig Amerika worden, afhankelijk van het gezichtspunt, wel of niet tot Anglo-Amerika gerekend. Het gaat dan om:
| - Antigua en Barbuda - Bahama's - Barbados - Belize - Dominica - Grenada - Guyana - Jamaica - Saint Kitts en Nevis - Saint Lucia - Saint Vincent en de Grenadines - Trinidad en Tobago | - Baai-eilanden ( Honduras) - Bluefields en omgeving ( Nicaragua) - Britse overzeese gebieden in Amerika: - Anguilla - Bermuda - Britse Maagdeneilanden - Falklandeilanden - Kaaimaneilanden - Montserrat - Turks- en Caicoseilanden - Engelstalige eilandgebieden van de voormalige Nederlandse Antillen: - Saba - Sint Eustatius - Sint Maarten |

## Anglo-Amerikanen
De Engelse term Anglo-American, soms verkort tot Anglo, kan verwijzen naar een Engels sprekende Amerikaan of Canadees met Europese voorouders. Dit gebruik vindt zijn oorsprong tijdens de Mexicaans-Amerikaanse Oorlog, in de discussie over de geschiedenis van de Engelssprekenden in de Verenigde Staten in relatie tot de Spaanstaligen. Het onderscheid naar Engelse, Ierse, Nederlandse, Scandinavische en Duitse Amerikanen verdween naar de achtergrond, waardoor er een meerderheid van Amerikanen van algemene Noord-Europese herkomst was.